# جانين جيبسون
جانين جيبسون (بالإنجليزية: Janine Gibson)‏ هي صحفية بريطانية، ولدت في 17 يونيو 1972.